# ヤッペ・ニルセン
ヤッペ・ニルセン（Jappe Nilssen, 1870年1月25日 - 1931年）は、ノルウェーの作家、美術史家。

## 概要
クリスチャニア（現オスロ）で生まれた。長編小説2篇と、短編小説数篇を著したが、主に美術批評家としてのDagbladet紙への寄稿で知られる。同紙には、1908年から亡くなるまで寄稿を続けた。画家エドヴァルド・ムンク、画家オーダ・クローグ、作家ハンス・イェーゲルと親しく、クリスチャニア・ボヘミアンの一員と言われる。

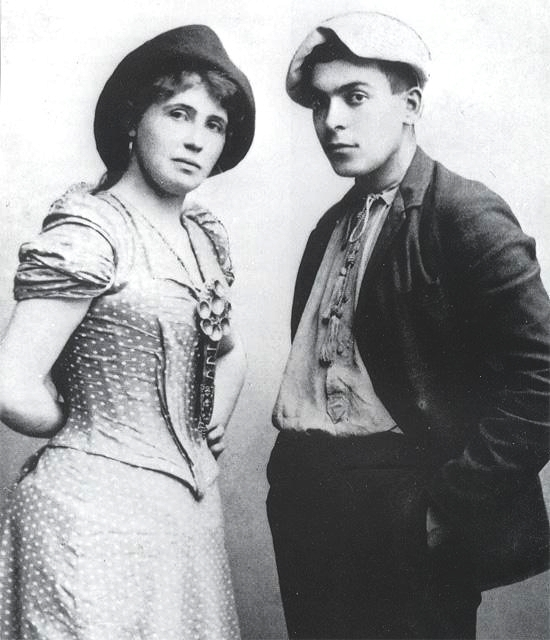
オーダ・クローグとヤッペ・ニルセン（1891年）。

1891年、ニルセンは、クリスチャン・クローグの妻で、ニルソンより10歳上のオーダ・クローグと不倫関係になったといわれる。ムンクは、この不倫関係を『メランコリー』という絵画の題材としている。ニルセンの最初の小説Nemesisには、Nils Falkという若い作家が10歳上の人妻と不倫関係を持つ話が登場する。
ムンクは、1909年、ニルセンの肖像画を描いている。また、1925年から1926年には、ニルセンと医師Lucien Dedichenとを描いた作品を制作している。そのほか、ヘンリック・イプセンと並んだデッサンも制作している。
1909年、ニルセンと、国立美術館（現オスロ国立美術館）の館長イェンス・ティースは、ムンクの油絵100点と版画200点の大展覧会を開催した。この展覧会は成功に終わり、ムンクが一般的に認知されるについて大きな役割を果たした。

## 作品
長編小説
- Nemesis（コペンハーゲン、1896年）
- Solefald（『日没』クリスチャニア、1903年）

短編小説
- Kun én gang vaar: fortælling（クリスチャニア、1904年）
- Den gamle historie og andre fortællinger（クリスチャニア、1905年）
- Faderglæde, og andre fortællinger（クリスチャニア、1911年）

評論
- Belgisk kunst i Norge（『ノルウェーにおけるベルギー美術』クリスチャニア、1918年）